# Ernst Fraenkel
 (janvier 2024).
Si vous disposez d'ouvrages ou d'articles de référence ou si vous connaissez des sites web de qualité traitant du thème abordé ici, merci de compléter l'article en donnant les références utiles à sa vérifiabilité et en les liant à la section « Notes et références ».
Ernst Fraenkel (Cologne, 26 décembre 1898 - Berlin, 28 mars 1975) est un avocat et politologue allemand.
Avec Eric Voegelin, Ferdinand Hermens et Arnold Bergstraesser, il contribua à façonner durablement les sciences politiques dans l’Allemagne de l’après-Deuxième Guerre mondiale, s’efforçant d’imprimer à celles-ci une orientation interdisciplinaire. Il passe pour être le père de la théorie du pluralisme en Allemagne, laquelle eut une influence essentielle sur la philosophie politique sous-tendant le Grundgesetz, la constitution allemande adoptée en mai 1949. Fraenkel participa à la création de l’Institut Otto-Suhr au sein de l’Université libre de Berlin et fonda en 1963 l’Institut John-F.-Kennedy d’Études nord-américaines.
Sous la République de Weimar, Fraenkel, juriste de formation, se fit le défenseur des idées socialistes, et aurait, selon certains historiens, été pressenti, dans les années 1930, pour être ministre de la Justice d’un hypothétique gouvernement social-démocrate. Ayant émigré vers les États-Unis en 1939, il se pencha sur le système politique de ce pays, système hautement pluraliste et fondé sur une stricte séparation des pouvoirs, qu’il apprit à estimer.
Dans les dernières années de sa vie, il fut critique à l’égard du mouvement étudiant de 1968 en Allemagne, auquel il reprocha un dogmatisme anti-démocratique.

## Biographie
Fraenkel, issu d’une famille de négociants juifs allemands, grandit tout d’abord chez ses parents à Cologne, puis, à la suite de la mort prématurée de ceux-ci, emménagea chez son oncle Wilhelm Epstein à Francfort-sur-le-Main, auprès de qui il fut imprégné de conceptions et de représentations juives-allemandes inhérentes à la bonne éducation bourgeoise : 
« L’on croyait au progrès et l’on se voulait tolérant dans le cadre d’un État de droit, l’on condamnait la Russie autocratique, jugée barbare par ses pogroms antisémites et l’on admirait l’Angleterre comme modèle de pays libre en Europe. L’éducation prodiguée sous le signe des Lumières et de l’assimilation ne transmettait que peu de la religion et de la culture juives. Fraenkel caractérisa cette attitude vis-à-vis du judaïsme, laquelle consistait surtout à s’efforcer de repousser l’antisémitisme, de judéité d’entêtement (« Trotzjudentum »), reprenant un terme forgé par Theodor Herzl. » (Michael Wildt)
En 1915, Fraenkel, alors âgé de 18 ans, fut incorporé dans l’armée. Le fait d’avoir été versé au front lui permit ultérieurement, sous le régime national-socialiste, à pratiquer en tant qu’avocat jusqu’en 1938. En 1918, pendant la révolution de novembre en Allemagne, il devint membre d’un conseil de soldats (Soldatenrat), mais sans se considérer comme révolutionnaire. Démobilisé, bien que s’étant proposé de commencer des études d’histoire, il opta cependant, selon le conseil de son oncle, pour des études de droit, mais étudia l’histoire comme discipline accessoire. Lors de ses études à Francfort, il fit la connaissance de Franz Leopold Neumann et de Leo Löwenthal, avec lesquels il fonda en 1919 un groupe d’étudiants socialistes. En 1921, Fraenkel adhéra au SPD, où il se voyait comme appartenant à l’aile gauche, mais en se considérant en même temps comme réformateur.
Son modèle politique et professionnel était le juriste social-démocrate Hugo Sinzheimer (de). Lorsque celui-ci, alors qu’il participait à la rédaction de la constitution de la République de Weimar, obtint en 1919 la chaire de droit du travail, attribuée alors pour la première fois, à l’université de Francfort, Fraenkel et ses compagnons, dont Franz Neumann, durent défendre la conférence inaugurale du professeur contre des partisans du Völkische Bewegung et des groupements étudiants antisémites occupés à protester furieusement.
Chez Sinzheimer, Fraenkel étudia en compagnie de Neumann, de Hans Morgenthau, d’Otto Kahn-Freund et de Carlo Schmid et obtint son diplôme sur un mémoire intitulé Der nichtige Arbeitsvertrag ('le Contrat de travail entaché de nullité'). L’étude du droit du travail moderne fournit à Fraenkel des aperçus importants dans les rapports entre droit et État, qui jouèrent un rôle fondamental dans son analyse ultérieure du national-socialisme. Michael Wildt souligne : 
« Et cependant, cette nouvelle discipline avait une dimension politique, dont ce jeune juriste de gauche était très conscient. Dans la tradition allemande, le droit est étroitement associé à l’État, à la loi, ― dans la philosophie hégélienne du droit, les deux sont carrément identifiés l’un à l’autre. Le droit était défini par personne d’autre que l’État. »
Cette assimilation entre État et loi se trouvait démentie par le droit du travail moderne, puisque celui-ci reconnaît qu’« il y a des organisations sociales telles que syndicats et organisations patronales, et que ces associations collectives concluent entre elles ― indépendamment de l’État ― des conventions collectives du travail » (Wildt). C’est à partir de ce discernement que Fraenkel développa ses représentations d’une démocratie collective.
Pendant la République de Weimar, tout en continuant à publier des travaux scientifiques, Fraenkel travailla, pour partie comme associé de Franz Leopold Neumann, comme avocat à Berlin dans le domaine du droit du travail et défendit les points de vue socialistes. La disposition dite Frontkämpferprivileg, intégrée dans le dispositif législatif mis en place par le pouvoir nazi en 1933 tendant à limiter l’accès pour les Juifs aux professions d’avocat et de professeur d’université, permit à Fraenkel de poursuivre ses activités d’avocat après 1933, quoique dans une mesure limitée. Il maintint ses liens avec plusieurs groupes de résistance, comme l' Internationaler Sozialistischer Kampfbund (ISK), mouvement dirigé par Leonard Nelson et Minna Specht. En 1938, il est finalement contraint à s'exiler et s’établit d’abord en Angleterre, puis, peu après, aux États-Unis, où il prononça des conférences à la New School for Social Research de New York.
En 1941, il publie son ouvrage The Dual State, dans lequel il analyse ― avant l’analyse structurelle de Franz Neumann dans Behemoth ―  le système politique de l’État nazi. Celui-ci était, selon l’analyse de Fraenkel, à la fois État normatif (Normenstaat), permettant au système économique capitaliste de continuer à fonctionner pour la partie non persécutée de la population, et État discrétionnaire (Maßnahmenstaat), sévissant, par des dispositions juridiques, mais aussi par des mesures de pur arbitraire, contre des groupes de population désignés comme ennemis du régime.
À partir de 1945, Ernst Fraenkel est conseiller auprès du gouvernement américain en Corée du Sud, mais fut tôt mécontent de la politique d’occupation menée, délétère selon lui, tendant à rendre impossible la mise en place de structures sud-coréennes propres[réf. souhaitée].
En 1951, revenu en Allemagne, il occupe un poste de maître de conférences à la Deutsche Hochschule für Politik à Berlin (devenu l’Institut Otto Suhr), puis est professeur à l’université libre de Berlin. Il met son concept de pluralisme e.a. au service d’une critique de la situation socio-politique établie. Néanmoins, ses étudiants, engagés dans le mouvement de mai 68, ne voyaient pas les choses de la même manière et le qualifiaient d’apologiste du capital monopoliste. Désespéré par ces nouvelles formes de radicalisme, Fraenkel envisagea même une seconde émigration.

## Publications
- 1927 - Zur Soziologie des Klassenjustiz (Sociologie de la justice de classe)
- 1931-1933 - « Chronik » in Die Justiz, « Organe du Republikanischer Richterbund (Ligue républicaine des Juges) »
- 1941 - The Dual State (trad. allem. : Der Doppelstaat,  (ISBN 3-434-50504-0))
- 1957 - Staat und Politik
- 1960 - Das amerikanische Regierungssystem (le Système américain de gouvernement)
- 1964 - Deutschland und die westlichen Demokratien (l’Allemagne et les démocraties occidentales)  (ISBN 3-17-005100-8)

Publications posthumes
- Gesammelte Schriften. Nomos Verlag, Baden-Baden 1999ff. (Œuvres complètes)
  - Tome 1: Recht und Politik in der Weimarer Republik. (édité par Alexander von Brünneck u.a.) 1999,  (ISBN 3-7890-5825-4)
  - Tome 2: Nationalsozialismus und Widerstand. (édité par Alexander von Brünneck) 1999,  (ISBN 3-7890-5826-2)
  - Tome 3: Neuaufbau der Demokratie in Deutschland und Korea. (édité par Gerhard Göhler avec la collaboration de Dirk Rüdiger Schumann) 1999,  (ISBN 3-7890-6105-0).
  - Tome 4: Amerikastudien. (édité par Hubertus Buchstein & Rainer Kühn avec la collaboration de Cord Arendes, Peter Kuleßa) 2000,  (ISBN 3-7890-6161-1).

Articles
- Les noms indiqués entre crochets sont les pseudonymes utilisés dans les articles.

Dans la revue Aufbau :
- Hugo Sinzheimer, 11e année. 1945, no 40 (5 octobre 1945), p. 7

Dans Die Jüdische Revue :
- Lucien Lévy-Bruhl, avril 1937, p. 249
- Christentum, Marxismus, Judentum, mai 1937, p. 269
- Die rechtsphilosophische Bedeutung des Mythos, août 1937, p. 475
- Mythos und Ratio, mai 1938, p. 291
- Mythos und Ratio, juin 1938, p. 354
- Mythos und Ratio, juillet 1938, p. 418

Dans Die Sozialistische Warte :
- [Fritz Dreher] Der Sinn illegaler Arbeit, 10e année. 1935, no 11 (novembre 1935), p. 241
- [Max Gerber] Hitler und die Labour-Party, 11e année. 1936, no 4 (15 mars 1936), p. 95
- [Max Gerber] Presse-Reform?, 11e année. 1936, no 20 (15 novembre 1936), p. 484
- [Conrad Juerges] Das Dritte Reich als Doppelstaat, 12e année, 1937, no 2, 3 et 4 (15 janvier 1937)